# Pumpspeicherkraftwerk Coo-Trois-Ponts
Coo-Trois-Ponts ist das größte belgische Pumpspeicherkraftwerk. Es liegt in den Ardennen und hat eine Turbinenleistung von 1.164 Megawatt, die über eine Zeit von fünf Stunden abgegeben werden kann. Es ist das neuntleistungsstärkste Pumpspeicherwerk Europas.

## Technik
Das Kraftwerk besteht aus zwei Bauabschnitten mit jeweils drei Francis-Pumpturbinen von Voith. Coo I wurde 1969 in Betrieb genommen und Coo II im Jahr 1978. Die Maschinensätze 1 bis 3 von Coo I haben jeweils eine Leistung von 158 Megawatt im Turbinenbetrieb und 157 Megawatt im Pumpbetrieb. Die Maschinensätze 4 bis 6 von Coo II haben jeweils eine Leistung von 230 Megawatt im Turbinenbetrieb und 210 Megawatt im Pumpbetrieb. Insgesamt verfügt Coo I also über 474 Megawatt bzw. 471 Megawatt und Coo II über 690 Megawatt bzw. 630 Megawatt, das Gesamtkraftwerk über 1.164 Megawatt bzw. 1.101 Megawatt (jeweils Turbinenleistung bzw. Pumpenleistung).

Schema des Pumpspeicherkraftwerks

Das Kraftwerk verfügt über zwei Oberbecken, die hydraulisch nicht miteinander verbunden sind. Beide Becken zusammen verfügen über ein Volumen von 8,5 Millionen Kubikmeter, bedecken eine Fläche von ca. 60 Hektar und sind tiefer als 25 Meter. Das gemeinsame Unterbecken wird durch zwei Staudämme gebildet und nimmt bei Vollstau eine Fläche von 72 Hektar ein. Zwischen Ober- und Unterbecken besteht eine Höhendifferenz von 275 Meter. Die Turbinen stehen in einer 128 Meter langen, 22 Meter breiten und 40 Meter hohen Kaverne im Inneren des Berges. Von den Oberbecken zu den Turbinen führen zwei Druckrohrleitungen mit einer Länge von 995 Meter bzw. 1055 Meter und Durchmessern von 6,5 Meter bis 8 Meter. Zur Kaverne führt ein 210 Meter langer Zufahrtsstollen. Die elektrische Energie wird über zwei Kabeltunnel auf der 20-Kilovolt-Ebene aus der Kaverne abgeführt. Außerhalb der Kaverne erfolgt die Transformation auf 400 Kilovolt und die Anbindung an das Übertragungsnetz über eine Schaltanlage.